# Ajani Burchall
Ajani Alexander Edward Burchall (* 5. November 2004 in Hamilton) ist ein bermudischer Fußballspieler, der aktuell in der Jugend von Aston Villa spielt.

## Karriere

### Verein
Burchall begann seine fußballerische Ausbildung bei den North Village Rams. 2016 wechselte er zum AFC Bournemouth in die Jugend. Am 12. Dezember 2020 (18. Spieltag) gab er im Alter von 16 Jahren sein Profidebüt in der EFL Championship bei einem 5:0-Sieg über Huddersfield Town. Dies war neben einem Einsatz im FA Youth Cup sein einziges Spiel in der Saison 2020/21. Im Sommer 2021 wechselte er in die U18-Mannschaft von Aston Villa und wurde dort direkt zur Stammkraft.

### Nationalmannschaft
Burchall kam bislang zu drei Einsätzen in der bermudischen U15-Mannschaft.